# Tom Goss
Thomas Patrick Goss (Quincy, llinois, 30 d'abril de 1981) és un cantautor i actor estatunidenc. Goss s'ha autoeditat cinc discos d'estudi, un àlbum en directe, dos EPs i múltiples senzills. Ha tingut èxit comercial amb l'aparició de la seva música al canal Logo TV de l'MTV. Va ser nomenat el millor músic gai de Washington DC per Washington Blade, tant el 2011 com el 2012. Moltes de les seves cançons i videoclips ("Lover", "Bears" i "Make Believe") parlen d'assumptes LGBT com el matrimoni homosexual, la política DADT i subcultures homosexuals com els ossos. Goss ha actuat en diversos països, sovint en esdeveniments LGBT. El 2014 Goss va aconseguir el seu primer paper protagonista en una pel·lícula amb Out to Kill.
Goss va créixer a Kenosha (Wisconsin). Es va graduar de la Universitat de Missouri Central abans d'estudiar en un seminari catòlic de Washington DC. Poc després d'assistir-hi, va decidir prendre un camí diferent i va treballar de director de programes de Charlie's Place a Washington DC. També va tirar endavant la seva carrera musical actuant en cafès locals. Durant aquest temps, va sortir de l'armari i poc després va conèixer el seu marit, Mike Briggs, amb qui es va casar l'octubre de 2010.

## Discografia

### Àlbums
- Naked Without (2006)
- Back to Love (2009)
- Live at Terry's (2010)
- Turn It Around (2011)
- Love Songs and Underdogs (2012)
- Wait (2014)
- What Doesn't Break (2016)
- Territories (2019)
- Remember What It Feels Like (2023)

### EPs
- Rise (2008)
- Politics of Love (2010; EP doble)
- Wait (The Remixes) (2015)
- Click (2017)

### Senzills / Vídeos
- "Rise" (2008)
- "Till The End" (2009)
- "You Don't Question Love" (2010)
- "Who We Are" (amb Matt Alber; 2010)
- "Lover" (2010)
- "Christmas, Chicago Time" (2010)
- "It's All Over" (2011)
- "You Know That I Love You" (2012)
- "Santa, Imma Make You Dance" (2012)
- "Make Believe" (2012)
- "Bears" (2013)
- "I Do (remix)" (2013)
- "Waiting For Your Call" (amb Joey Salinas; 2013)
- "You Don't Know How Hard" (com a Justin Jaymes; 2014)
- "All About That Bass" (amb MDQ; 2014)
- "Wait" (2014)
- "Illuminate The Dark" (2014)
- "Festivus" (amb Amber Ojeda; 2014)
- "I Don't Mind" (amb Max Emerson; 2015)
- "Not Enough" (amb Max Emerson; 2015)
- "Breath and Sound" (amb Matt Alber; 2015)
- "Headlights" (2015)
- "What We've Found" (2015)
- "Son of a Preacher Man" (2016)
- "Enoch (de Confessions; 2016)
- "All My Life" (2016)
- "More Than Temporary" (2017)
- "Click" (2017)
- "Have We Had Enough" (2017)
- "Gay Christmas" (2017)
- "Round In All the Right Places" (2018)
- "Still I Want You" (2018)
- "Wake Alive" (2018)
- "A Mother's Love" (2018)
- "Three of a Kind" (amb Deven Green i Ned Douglas; 2019)
- "Quayside" (2019)
- "La Bufadora" (amb Daniel Franzese; 2019)
- "Berlin" (2019)
- "Québec" (amb Daniel Franzese; 2020)
- "Dancing in My Room" (amb Natalie Jane, Sam Renascent i Max Emerson; 2020)
- "Regretting" (amb Daniel Franzese; 2020)
- "Nerdy Bear" (2020)
- "Amsterdam" (amb Nakia; 2020)
- "Christmas 2020" (2020)
- "Cooler Near The Lake" (2021)
- "Nerdy Bear" (Markaholic Remix; 2021)
- "Pride" (2021)
- "Undercover Summer" (amb Deven Green i Ned Douglas; 2021)
- "Everything" (2021)
- "Best Life" (amb Steve Solomon; 2021)

## Filmografia
- Out to Kill, com a Justin Jaymes
- Confessions, com El cantant

Bandes sonores
- "Rise", per a la pel·lícula Three Day Weekend (2008)
- "Lover", per a la pel·lícula Role/Play (2010)
- "You Don't Know How Hard" per a la pel·lícula Out to Kill (2014; amb dues cançons més)
- "Enoch", per a la pel·lícula Confessions (2016)
- La partitura de la pel·lícula Hooked (2017)